# サンゴネラ・アトレティコCF
サンゴネラ・アトレティコCF (Sangonera Atlético CF) は、スペイン・ムルシア州ムルシア、サンゴネラ・ラ・ベルデ地区を本拠地とし、リーガ・エスパニョーラに所属していたサッカークラブ。1996年に創設され、2010年に解散した。

## 歴史
2002年に設立。
2009-10シーズン終了後、340000ユーロの債務超過により、強制的に撤退。その後、ホームタウンをロルカに移し、名前をロルカ・アトレティコCFに変更した。

## 成績
| シーズン | ディビジョン | 順位 | 国王杯 |
| -------- | ------------ | ---- | ------ |
| 1996-97  | 地域リーグ   | -    |        |
| 1997-98  | テルセーラ   | 3位  |        |
| 1998-99  | テルセーラ   | 16位 |        |
| 1999-00  | テルセーラ   | 14位 |        |
| 2000-01  | テルセーラ   | 7位  |        |
| 2001-02  | テルセーラ   | 5位  |        |
| 2002-03  | テルセーラ   | 5位  |        |

| シーズン | ディビジョン | 順位 | 国王杯 |
| -------- | ------------ | ---- | ------ |
| 2003-04  | テルセーラ   | 9位  |        |
| 2004-05  | テルセーラ   | 2位  |        |
| 2005-06  | テルセーラ   | 5位  |        |
| 2006-07  | テルセーラ   | 4位  |        |
| 2007-08  | テルセーラ   | 2位  |        |
| 2008-09  | セグンダB    | 9位  |        |
| 2009-10  | セグンダB    | 12位 |        |

- 2シーズン - セグンダ・ディビシオンB
- 11シーズン - テルセーラ・ディビシオン
- 1シーズン - 地域リーグ